# Muzeum Archeologiczne w Valletcie

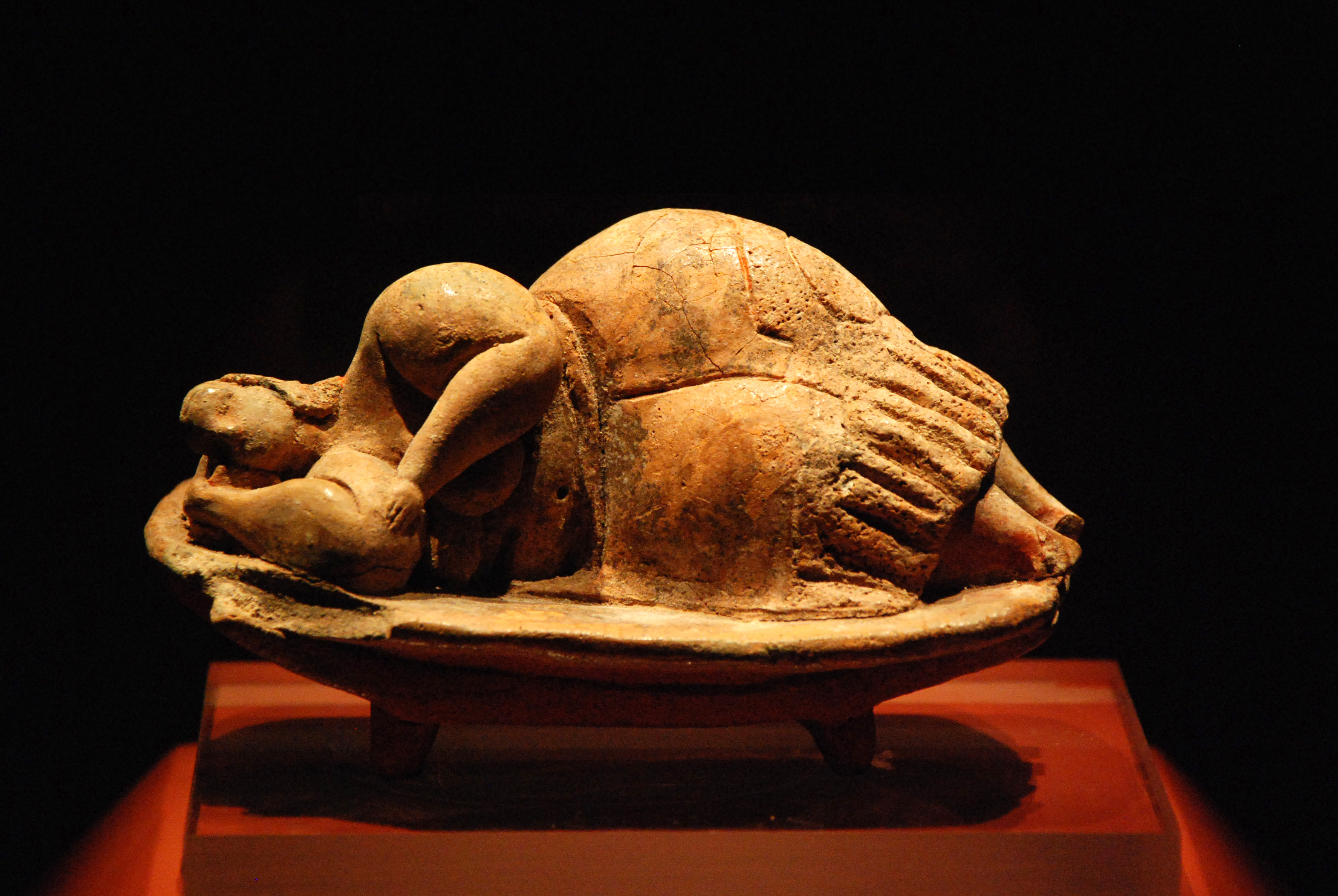
Oryginał artefaktu Sleeping Lady, znalezionego w Hypogeum Ħal Saflieni, jest eksponowany w muzeum

Muzeum Archeologiczne, oficjalnie Narodowe Muzeum Archeologii – maltańskie muzeum artefaktów prehistorycznych, znajdujące się w Valletcie. Prowadzone jest przez Heritage Malta.

## Historia
W roku 1958 otwarto w budynku Zajazdu Prowansalskiego Muzeum Narodowe. Inauguracji działalności placówki dokonała Agatha Barbara, wówczas minister edukacji. Oryginalnie muzeum wystawiało eksponaty archeologiczne na parterze budynku, zaś sztuk pięknych na piętrze. Pierwszym kuratorem placówki został Charles G. Zammit, syn wybitnego maltańskiego archeologa sir Temistoklesa Zammita.
W roku 1974 kolekcja sztuk pięknych została przeniesiona do Narodowego Muzeum Sztuk Pięknych, nowo ustanowionej placówki, mieszczącej się w Admiralty House na South Street w Valletcie. Muzeum Narodowe przemianowane zostało na Narodowe Muzeum Archeologii.
W roku 1998 muzeum zostało odnowione i unowocześnione. Eksponaty umieszczono w miejscach o kontrolowanej temperaturze i wilgotności, w związku z czym ekspozycja osiągnęła nowoczesne standardy konserwatorskie.

## Budynek
Zajazd Prowansalski (Auberge de Provence) jest barokowym budynkiem na Republic Street w Valletcie, zbudowanym w roku 1571 dla Zakonu Szpitalników św. Jana. Był najprawdopodobniej projektowany przez maltańskiego architekta Girolamo Cassara, który kierował budową większości ważnych obiektów we wczesnym okresie powstawania Valletty. Fasada budynku posiada elementy manierystyczne, zwykle powiązane z Cassarem.
Grand Salon na pierwszym piętrze jest najbardziej ozdobnym pomieszczeniem w budynku. Rycerze używali go podczas rozmów handlowych, i tak jak w refektarzu oraz sali bankietowej, siedzieli przy długich stołach w kolejności starszeństwa.
Kiedy Napoleon Bonaparte usunął w roku 1798 zakon z Malty, zajazd został wydzierżawiony Malta Union Club. Chociaż dzierżawa wygasała w roku 2002, już 12 sierpnia 1955 roku budynek został przyznany Muzeum Narodowemu.

## Zbiory muzeum
Na parterze muzeum wystawianne są eksponaty z prehistorii Wysp Maltańskich, od okresu Għar Dalam (5200 p.n.e.), pojawienia się pierwszych śladów osadnictwa na wyspie, po okres Tarxien (2500 p.n.e.).

### Sala wczesnego neolitu (5200–3800 p.n.e.)

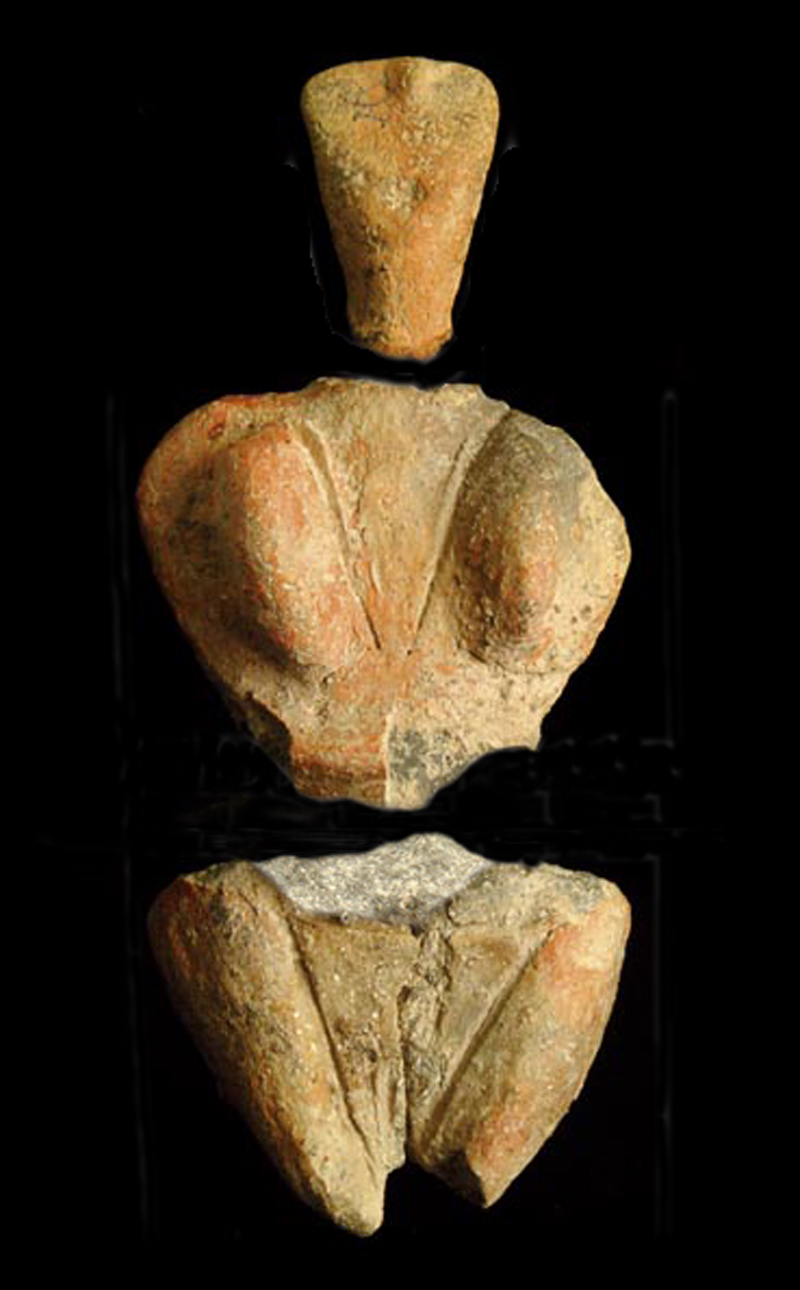
Figurka z okresu Red Skorba wystawiana w muzeum

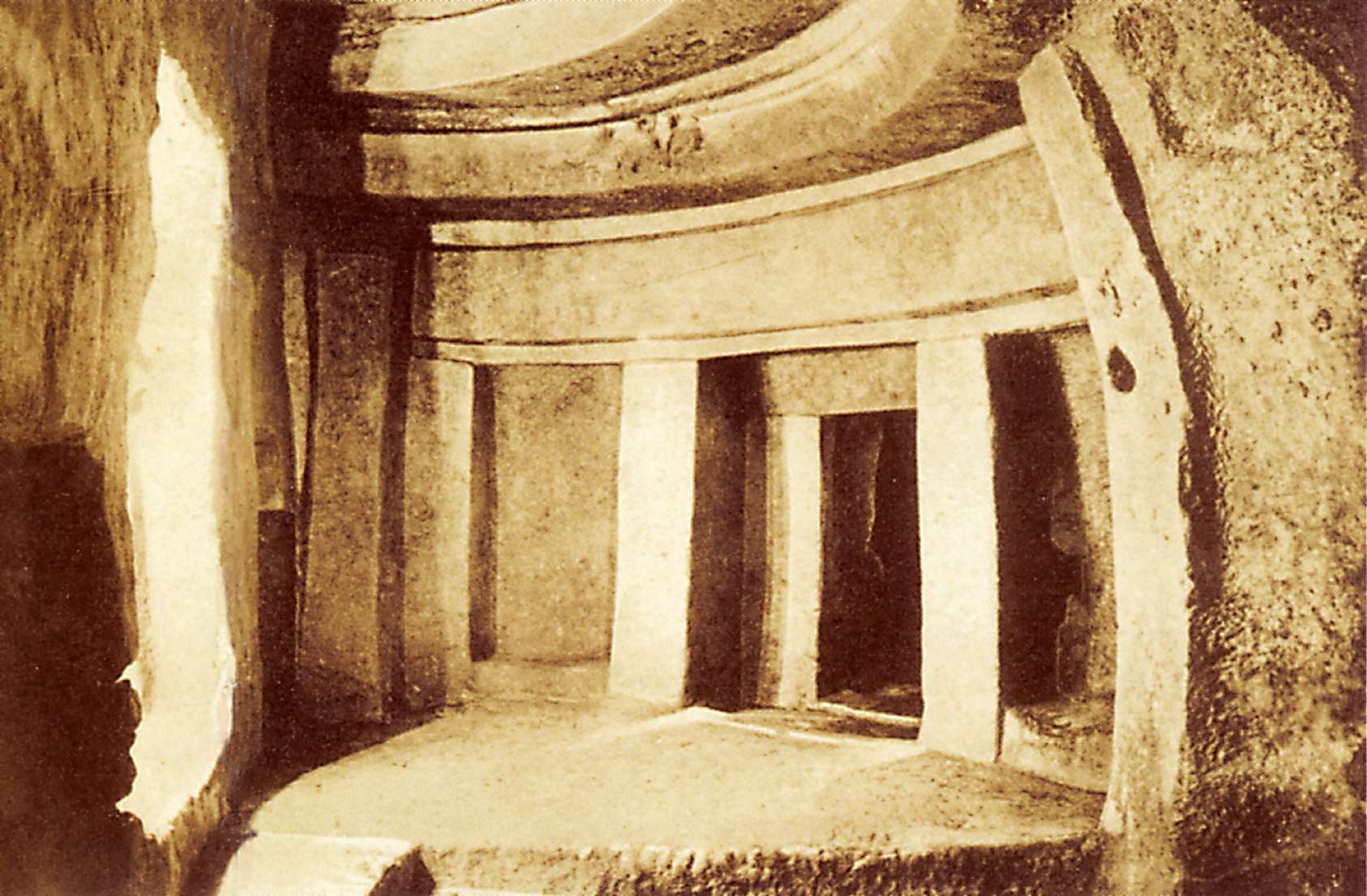
Hypogeum Ħal Saflieni

W tej sali wystawiane są artefakty z okresu wczesnego neolitu, w tym dekorowana ceramika z okresów Għar Dalam, Grey Skorba, Red Skorba oraz Żebbuġ.
Wyjątkowo ważne są figurki Red Skorba, najwcześniejsze lokalne przedstawienia figurek ludzkich oraz poprzedniczki figurek z późniejszych okresów świątyń.
Ekspozycja obejmuje rekonstrukcje grobów wykutych w skale, charakterystycznych dla okresu wczesnego neolitu na Malcie. Grobowce skalne osiągnęły swój punkt kulminacyjny w pochówkach takich, jak Hypogeum Ħal Saflieni oraz Xagħra Stone Circle; fotografie obu miejsc eksponowane są w muzeum.

### Sale Okresu Świątyń (3800–2500 p.n.e.)

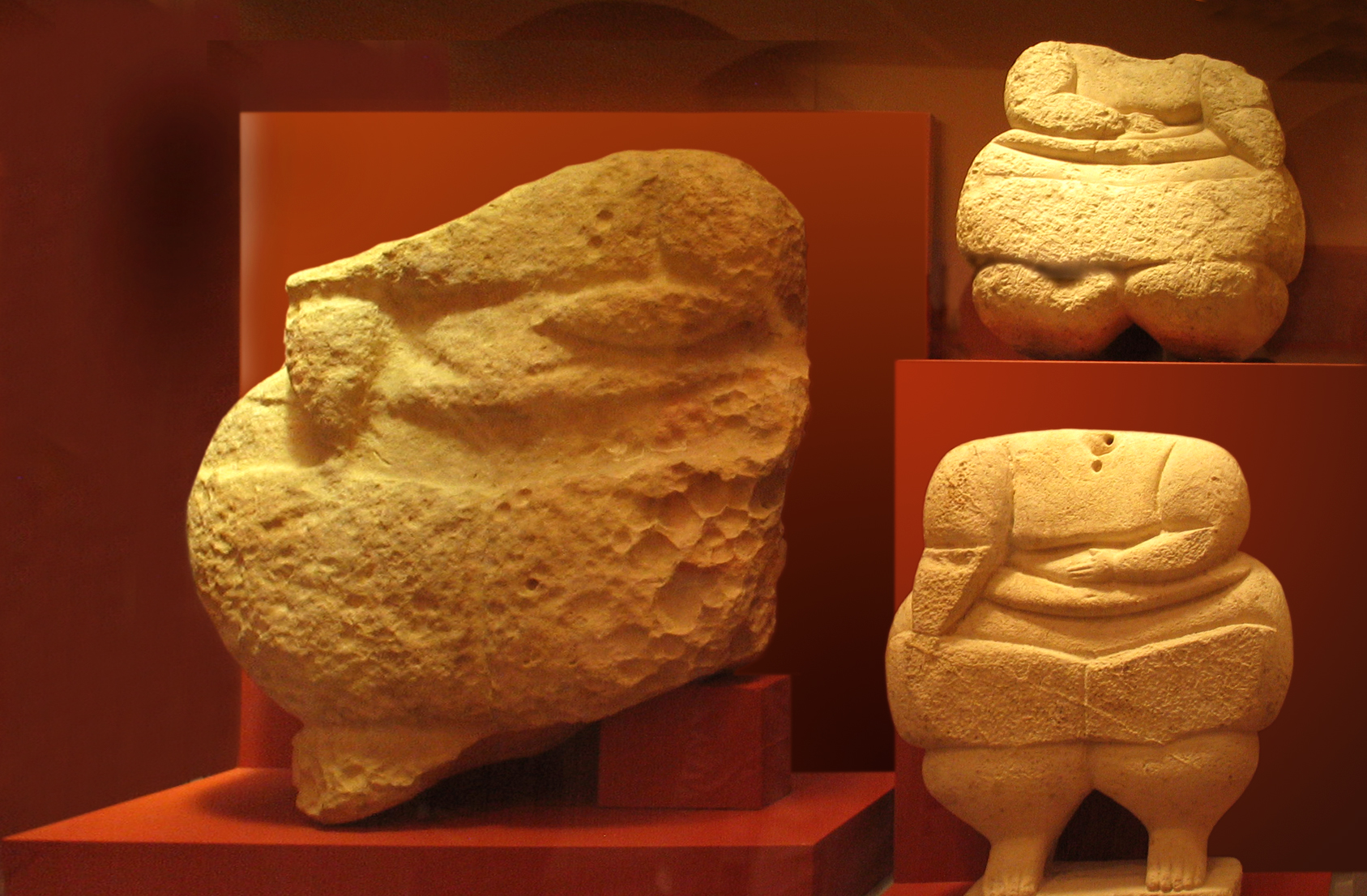
Korpulentne figurki z Ħaġar Qim na ekspozycji w muzeum

W tych salach pokazane są przykłady architektury, pozostałości ludzkich oraz inne przedmioty pochodzące z okresów Mġarr, Ġgantija, Saflieni oraz Tarxien maltańskiej prehistorii. Świątynie, które były zbudowane w tym czasie, uznawane są za pierwsze wolno stojące budowle na świecie i umieszczone są na Liście światowego dziedzictwa UNESCO.
Muzeum eksponuje kilka korpulentnych ludzkich figurek, odkrytych podczas wykopalisk w świątyniach, oraz elementy falliczne. Do niedawna figurki te były nazywane Matkami Boginiami, Otyłymi Kobietami, Bóstwami oraz Kapłankami, żeby wymienić tylko najpopularniejsze nazwy, lecz teraz twierdzi się, że figurki te były prawdopodobnie bezpłciowe i reprezentowały istotę ludzką, niezależnie od tego, czy był to mężczyzna czy kobieta. Obiekty te mają różną wielkość i kształt, najmniejszy mierzy 4 mm, zaś największy 2,7 m.
Odkrycie świątynnych ołtarzy oraz figurek otyłych ludzi sugeruje, że na Malcie i Gozo istniały w prehistorii pewne typy kultu. Biorąc pod uwagę obfite kształty figurek, możliwe jest, że był on związany z kultem płodności. Płodność w owym czasie musiała być bardzo ważna, ponieważ, poza rozwojem rodziny, oznaczała również reprodukcję plonów i zwierząt.
Wystawa zawiera też ołtarze, odkryte w świątyni Tarxien, które prawdopodobnie używane były na ofiary ze zwierząt. Ołtarze przywieziono do muzeum w celach konserwatorskich.

### Wystawy tymczasowe

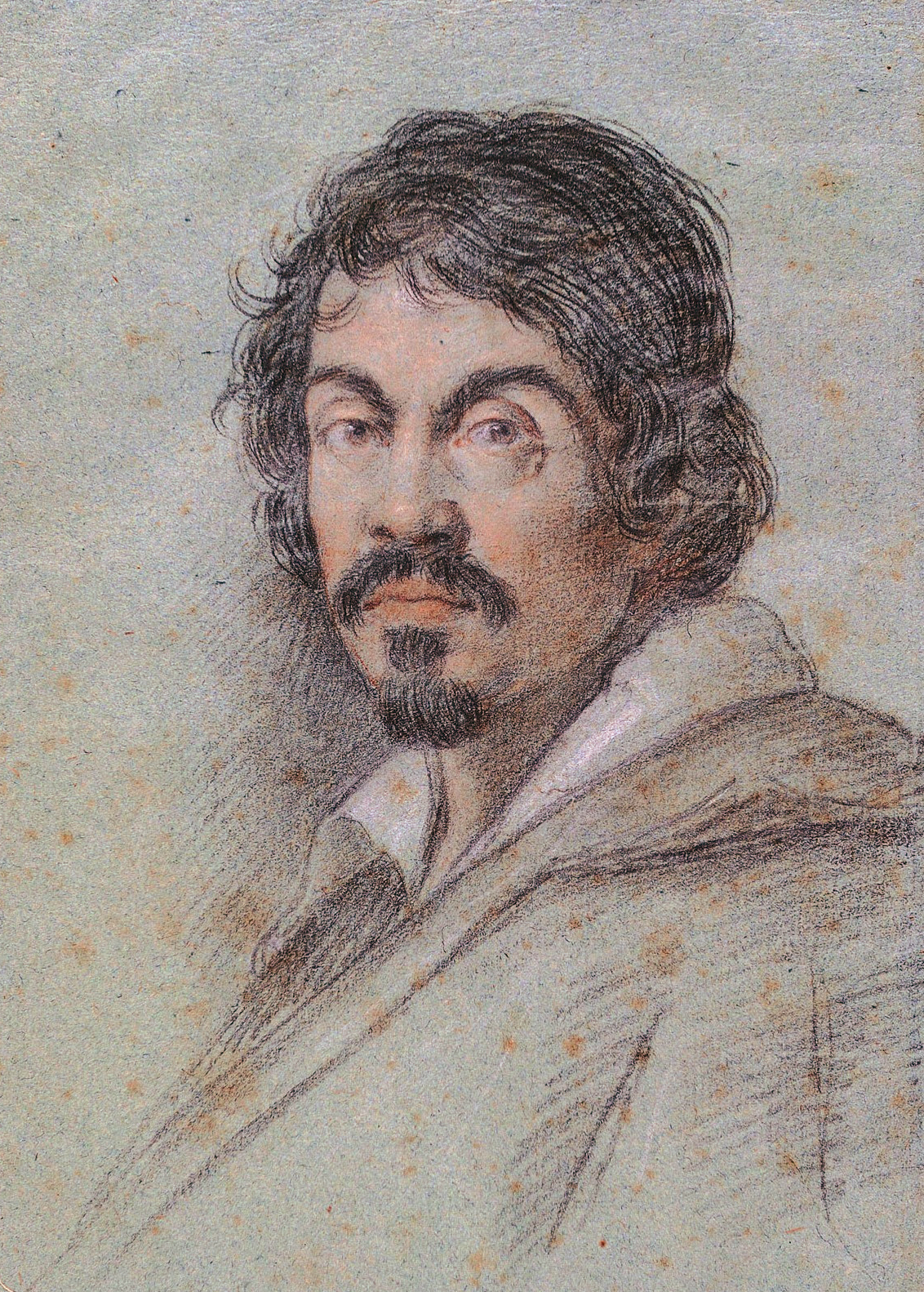
Malarstwo włoskiego artysty Michelangelo Caravaggio eksponowane było w Grand Salon w roku 2007

Grand Salon, znajdujący się na piętrze budynku, okazjonalnie mieści czasowe wystawy o specjalnych znaczeniu narodowym.
Znajdowały się tam dotychczas, między innymi, następujące ekspozycje:
- Silent Warriors (marzec 2007) – wystawa przedstawiająca artefakty z terakotowej armii pierwszego cesarza Chin, Qin Shi Huang[4].
- Caravaggio L'Immagine Del Divino (wrzesień – listopad 2007) – wystawa oryginalnych prac włoskiego artysty Michelangelo Merisi da Caravaggio, który pracował na Malcie na początku XVII wieku[5].
- Projekty, autorstwa Renzo Piano, przebudowy City Gate, Parliament House i Royal Opera House w Valletcie (lipiec 2009).
- In Quest of Beauty (26 lutego – 15 maja 2011) – wystawa prac czeskiego artysty secesyjnego Alfonsa Muchy[6].

## Plany
Muzeum planuje otworzyć galerie na piętrze i rozszerzyć w niedalekiej przyszłości wystawę o archeologiczne artefakty z epoki brązu oraz okresów fenickiego, punickiego i rzymskiego.